# Richard Steele
Sir Richard Steele (Dublin, 1672. március 12. – Caermarthen, Wales, 1729. szeptember 1.) ír származású angol író, lapszerkesztő.

## Élete
Az apja neve szintén Richard Steele volt, aki ügyvédként tevékenykedett és korán elhagyta őt, hiszen fia hatéves korában halt meg. A fiatal fiú így anyai nagybátyja, Henry Gascoigne felügyelete alá került. Nagybátyja titkára és bizalmasa volt két egymás utáni Ormond hercegnek. Tanulmányait Charterhouse-ben 1684-ben kezdte meg, itt találkozott Addisonnal, aki barátja és később üzlettársa is lett. Ezután Oxfordban folytatta egyetemi tanulmányait, de nem fejezte be, 1694-ben katonának állt be III. Vilmos franciák elleni hadjárata idejére, ahol tisztként szolgált és 1705-ben századosként szerelt le. Anyagi helyzete nem volt rózsás, ezért megházasodott, írt, kockázatos vállalkozásokat folytatott, majd politikai pályára lépett.

## Írói tevékenysége
Az első könyve 1701-ben jelent meg, erkölcsi kérdésekkel foglalkozó, a „The Christian Hero” című műve. Még ugyanebben az évben írta meg szentimentális komédiáját, „The Funeral”, címmel. Sikere miatt ezt két komédia követte, a „The Lying Lover”, 1703-ban, és a „The Tender Husband”, 1705-ben. 1722-ben jelentette meg utolsó jelentős írását „The Conscious Lovers” címmel.

## Újságírói és lapszerkesztői tevékenysége
1706-ban, miután meghalt az első felesége, összeházasodott a jómódú családból származó Mary Scurlock-kal, így remélvén anyagi helyzetének javítását. Több különböző kisebb jelentőségű kormányzati pozíciót betöltött, mielőtt kiadta volna a híressé vált folyóiratát, a „Tatler”-t 1709-ben, amely a 17. századi Anglia első fontos kulturális-irodalmi orgánuma volt. Az első száma 1709. április 12-én jelent meg, részben újság, részben politikai és tudományos, művészeti folyóirat volt. Egy héten háromszor jelent meg. Barátja, Joseph Addison a 42.-ik szám megjelenése után csatlakozott hozzá, a továbbiakban együtt szerkesztették és adták ki a lapot. Az újság folyamatosan irodalmi híranyagokat közölt, művészettel kapcsolatos kritikákat tett közzé, de megjelentek írások a divattal kapcsolatban is.
1711 januárjában a két barát kénytelen volt megszüntetni a lapot, utolsónak a „Tatler” 271. száma jelent meg, melynek kétharmadát maga Steele írta. Csak két hónap telt el a „Tatler” utolsó és az új lap a „Spectrator” első száma között, mely 1711. március 1-jén jelent meg, sikeres lapként alkalmanként kiadása elérte a 3000-es példányszámot. Emiatt megindult a hirdetők jelentkezése is. A lap bukásához 1712-ben a bélyegadó törvény vezetett, ami anyagilag megrendítette a vállalkozást, a megemelt lap árára már nem volt elegendő fizetőképes kereslet.
Steele kedvét azonban ez sem vette el az újságírástól és lapkiadástól, a kockázatos vállalkozási terepen is folytatta tevékenységét, 1713. március 12-én jelent meg a „Guardian”. Akkora sikert nem aratott, mint a korábbi lapok, csak 176 szám jelent meg, melyből Steele egymaga 82 számot írt meg.
Ezután barátjával, Addisonnal való együttműködése befejeződött, Steele több éven keresztül különböző újságnevek alatt, politikai, művészeti, bulvár tartalommal jelentetett meg újságokat és bennük az írásait is, ezek az újságok csak rövid időt éltek meg. Az „Englishman” 1713-ban, mely a tory minisztérium politikájával foglalkozott, a „The Lover”, 1714 februárjában, csak két hónapot élt meg, a „Reader”, majd az „Englishman” egy újabb változata, 1715-ben. Ezt követte három rövid életű lap, a „Town Talk”, a „Tea Table” és a „Chit Chat”, majd a Plebeian 1719-ben.
1720-ban alapította meg színházi lapját, a „Theatert”-t. Ez volt az első olyan nyilvános újság, melyben a királyi színház, a Drury Lane mellett más színházi eseményről is tájékoztatott. Ebben jelent meg írása az 1713-as dunkirki okkupációról, az 1714-es krízisről, a későbbiekben a legfontosabb önéletrajzi írásai az „An Apology for Himself”, és a „His Writings”, valamint a „South Sea mania”.

## Politikai szerepvállalása
Fanatikus Whig-pártiként Dunkirk idejében dühös kirohanásokat intézett az uralkodó Tory-k felé, megbélyegezte azt, Stockbridge városka tagjaként a parlament tagja lett, támadta a minisztériumot, mind élőszóban, mind írásaival, és mind újságíróként is. A képviselőházi tagsága után néhány héttel a képviselőházat el kellett hagynia, a „Crisis” írását zendülésnek tekintették.
A Hannover-ház megerősödésével a szerencséje és politikai irányultsága is megfordult. Csatlakozott a hannoveristákhoz és királypárti lett. Tevékenységét magas ranggal honorálták és jutalomként fontos beosztásokat töltött be. I. György trónra lépése után lovaggá ütötte, annak ellenére, hogy ír származású volt.
A skót Jacobite felkelés elfojtása után egyik kinevezett biztosa volt a visszaszerzett területeknek, több mint két évig Skóciában tartózkodott. Szolgálataiért cserébe kiváltságlevelet kapott az élő lazac behozatalára Írországból. Emellett számos kis hivatal vezetését betöltötte. Zavaros pénzügyei miatt azonban kénytelen volt elhagyni Londont.

## Életének utolsó szakasza
1724-től utolsó éveit felesége birtokán, a walesi Llangunnor-ban töltötte, visszavonult a szerepléstől, paralízises betegség gyötörte. Carmarthen-ben halt meg 1729-ben.

## Fő művei
Írásai
- The Christian Hero (A keresztény hős) : An Argument (1701)
- The Funeral; Or, Grief a la Mode: A Comedy (1701)
- The Lying Lover (1704)
- The Tender Husband (1705)
- The Romish Ecclesistical History of Late Years (1714)
- The Crisis (1714)
- The Conscious Lovers: A Comedy (1723)

újságok
- The Tatler (1709–1711)
- The Spectator (1711–1713)
- The Guardian (1713)
- The Englishman (1713–1715)
- The Theatre (1720)

Halála után gyűjteményes megjelenés
- The Correspondence. Edited by Rae Blanchard. Johns Hopkins, 1941
- Occasional Verse. Edited by Rae Blanchard. Oxford, 1952

## Magyarul megjelent művei
- Sir Roger de Coverley képcsarnoka / Kávéházi uralkodók; ford. Julow Viktor; in: Hagyomány és egyéniség. Az angol esszé klasszikusai; vál. Európa Könyvkiadó munkaközössége, közrem. Ruttkay Kálmán, Ungvári Tamás, utószó Abody Béla, jegyz. Abádi Nagy Zoltán; Európa, Bp., 1967
- A régi Anglia hétköznapjai. Válogatás a "The Spectator" c. egykorú folyóirat anyagából; vál., bev., jegyz. Hankiss Elemér, ford. Mezei Iván; Gondolat, Bp., 1968 (Európai antológia. Angol reneszánsz és polgári forradalom)